# Olympische Sommerspiele 2008/Teilnehmer (Kenia)
| Gelbes Symbol für Goldmedaillen mit stilisierten Olympischen Ringen | Graues Symbol für Silbermedaillen mit stilisierten Olympischen Ringen | Braundes Symbol für Bronzemedaillen mit stilisierten Olympischen Ringen |
| ------------------------------------------------------------------- | --------------------------------------------------------------------- | ----------------------------------------------------------------------- |
| 6                                                                   | 4                                                                     | 6                                                                       |

Kenia nahm bei den Olympischen Sommerspielen 2008 in Peking zum zwölften Mal an einem olympischen Sommerturnier teil. Die Athleten wurden durch das National Olympic Committee Kenya benannt. Insgesamt traten 46 Sportler in fünf Sportarten für Kenia an, davon 18 Athletinnen und 28 Athleten. 
Im 3000-Meter-Hindernislauf der Männer gewann Kenia zum siebten Mal in Folge und zum neunten Mal insgesamt die Goldmedaille. Pamela Jelimo war am 18. August die erste kenianische Olympiasiegerin überhaupt. Mit sechs Gold-, vier Silber- und vier Bronzemedaillen war Kenia so erfolgreich wie nie zuvor. Lediglich 1988 hatten Kenianer fünfmal Gold gewonnen, insgesamt hatte die Mannschaft 1988 aber nur neun Mal zu Gold greifen können. 
Seit dem Olympiasieg des Boxers Robert Wangila 1988 gewann Kenia alle Medaillen in der Leichtathletik. Der Schwimmer Jason Dunford als Fünfter über 100 Meter Schmetterling war in Peking bester Nicht-Leichtathlet im kenianischen Team.
Am 18. November 2009 wurde Rashid Ramzi, dem Sieger im 1500-Meter-Lauf, aufgrund eines Dopingvergehens seine Goldmedaille aberkannt. Asbel Kiprop erhielt somit nachträglich die Goldmedaille zugesprochen.

## Boxen
- Aziz Ali[2]
Herren, Halbschwergewicht
- Suleimane Wanjau Bilali[3]
Herren, Halbfliegengewicht
- Bernard Ngumba[2]
Herren, Fliegengewicht
- Nick Okoth[2]
Herren, Fliegengewicht

## Leichtathletik

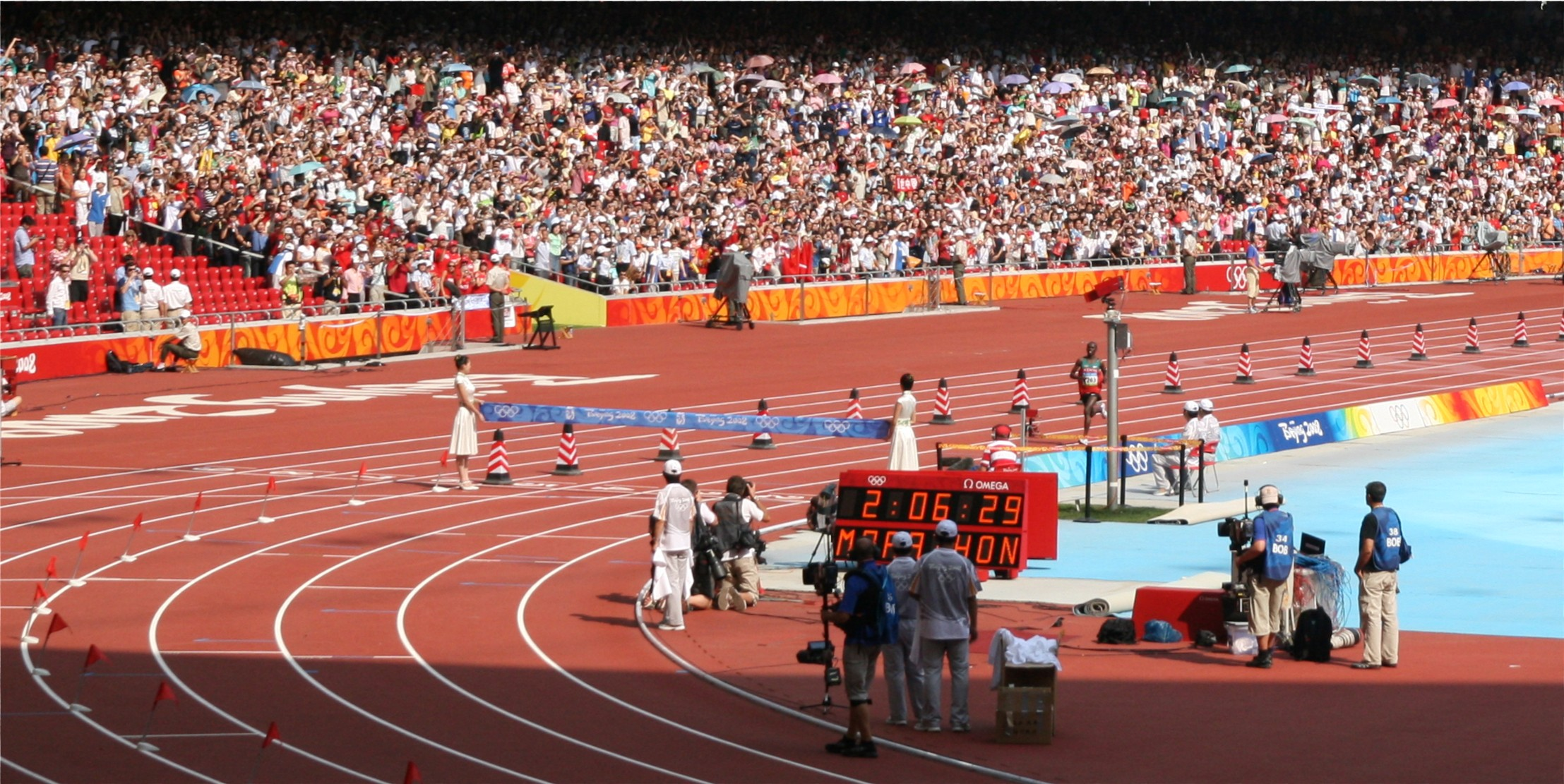
Samuel Wanjiru beim Zieleinlauf des Marathons im Nationalstadion

| Disziplin        | Männer                                                                             | Frauen                                                                             |
| ---------------- | ---------------------------------------------------------------------------------- | ---------------------------------------------------------------------------------- |
| 400 m            | Vincent Mumo Kiilu                                                                 |                                                                                    |
| 800 m            | Wilfred Bungei (Gold ) Boaz Kiplagat Lalang Alfred Kirwa Yego (Bronze )            | Pamela Jelimo (Gold ) Janeth Jepkosgei Busienei (Silber )                          |
| 1500 m           | Augustine Kiprono Choge Asbel Kiprop (Gold ) Nicholas Kemboi                       | Viola Jelagat Kibiwot Nancy Jebet Langat (Gold ) Irene Jelagat                     |
| 5000 m           | Edwin Cheruiyot Soi (Bronze ) Eliud Kipchoge (Silber ) Thomas Pkemei Longosiwa     | Priscah Jepleting Cherono Sylvia Jebiwott Kibet (Bronze ) Vivian Cheruiyot         |
| 10.000 m         | Micah Kogo (Bronze ) Moses Ndiema Masai (4.) Martin Irungu Mathathi (7.)           | Linet Chepkwemoi Masai (Bronze ) Lucy Wangui Kabuu (7.) Peninah Jerop Arusei (18.) |
| Marathon         | Samuel Kamau Wanjiru (Gold ) Martin Kiptoo Lel (5.) Luke Kibet (DNF)               | Catherine Ndereba (Silber ) Martha Komu (5.) Salina Jebet Kosgei (10.)             |
| 20-km-Gehen      | David Kimutai Rotich (19.)                                                         |                                                                                    |
| 3000 m Hindernis | Ezekiel Kemboi Brimin Kiprop Kipruto (Gold ) Richard Kipkemboi Mateelong (Bronze ) | Eunice Jepkorir (Silber ) Ruth Bisibori Nyangau (6.) Veronica Nyaruai              |

## Rudern
- Matthew Lidaywa Mwange
Männer, Einzel

## Schwimmen
- David Dunford
Männer, 50 m Freistil
- Jason Dunford
Männer, 100 m Freistil und 100 m Schmetterling

## Taekwondo
- Mildred Alango
Frauen, bis 49 kg
- Dickson Wamwiri
Männer, bis 58 kg